# Volubilis

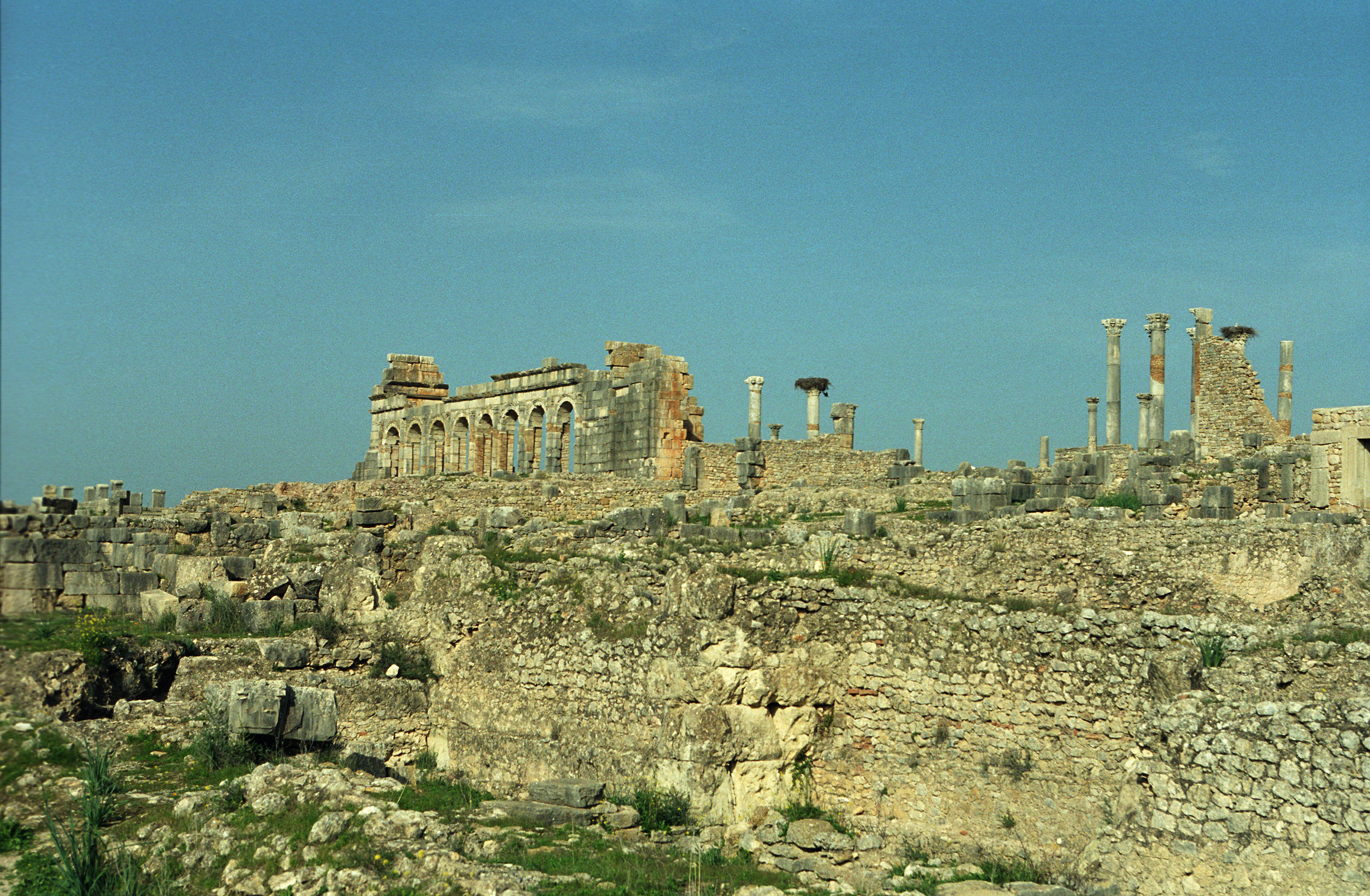
Volubilis
Vedere de ansamblu

Volubilis, cel mai important sit arheologic roman din Maroc. Este situat la 5 km de Moulay Idriss, 27 km de Meknès și 83 km de Fès.

## Istoric
Între anii 40-280 Volubilis (reședința administrativă a provinciei romane Mauretania-Tingitana) a fost o localitate de cca 20.000 locuitori (în perioada de maximă înflorire), dotată cu atributele unei așezări romane dezvoltate (Capitol, Forum, Basilică, Arc de Triumf, terme, mozaicuri etc).
În jurul anului 280, în urma invaziilor berbere repetate, romanii au abandonat localitatea, mutând centrul administrativ al provinciei la Tingis (azi: Tanger).
Cele mai de preț resturi romane sunt mozaicurile de paviment, foarte bine conservate, din casele unor locuitori înstăriți.

## Originea numelui
Numele „Volubilis” se crede că ar fi o latinizare a cuvântului berber „oualilt” (oleandru, plantă care crește abundent în zonă) 

## Patrimoniu mondial UNESCO
Situl arheologic Volubilis face parte din patrimoniul mondial UNESCO.

## Galerie de imagini

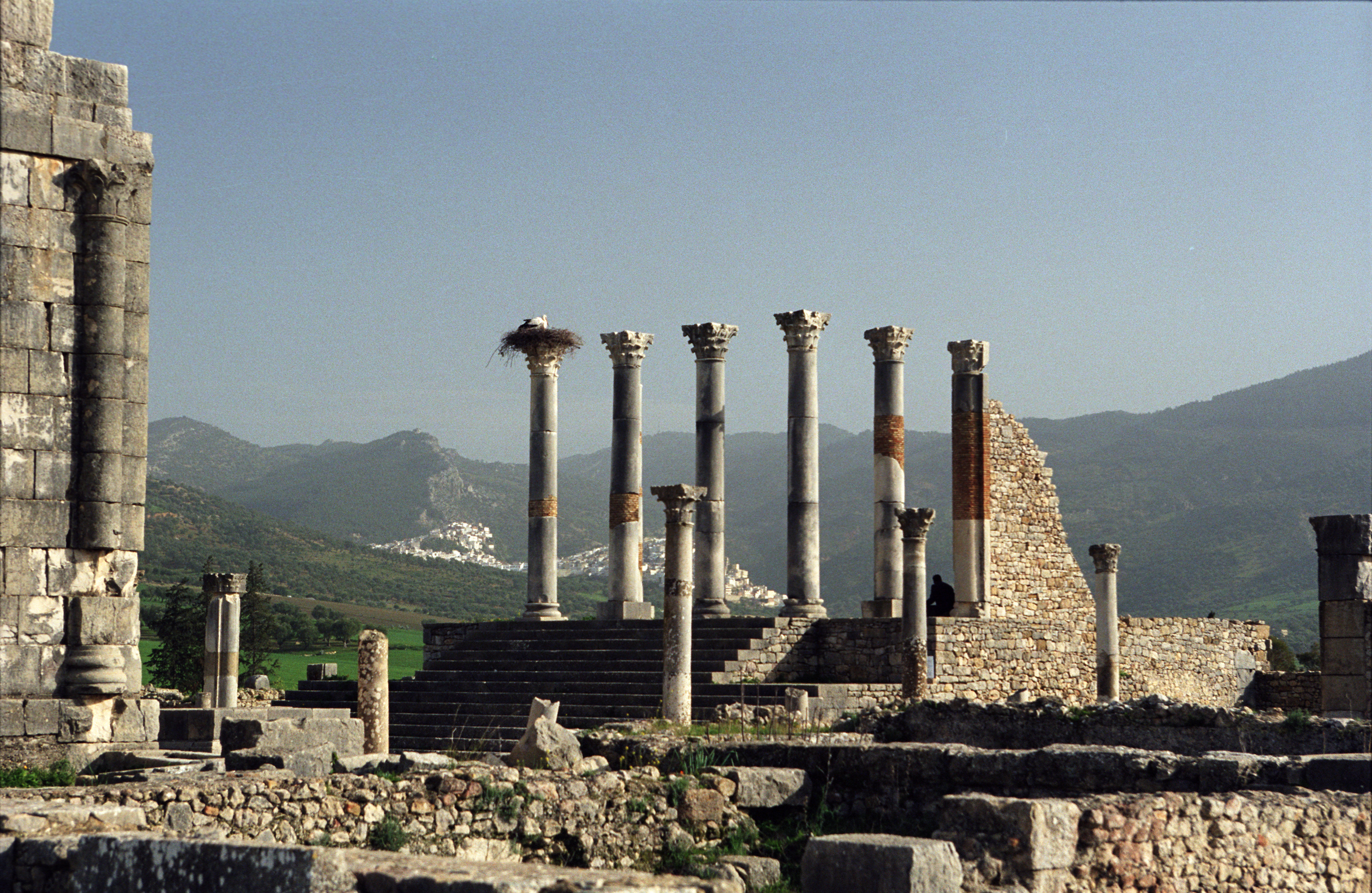
Capitolul
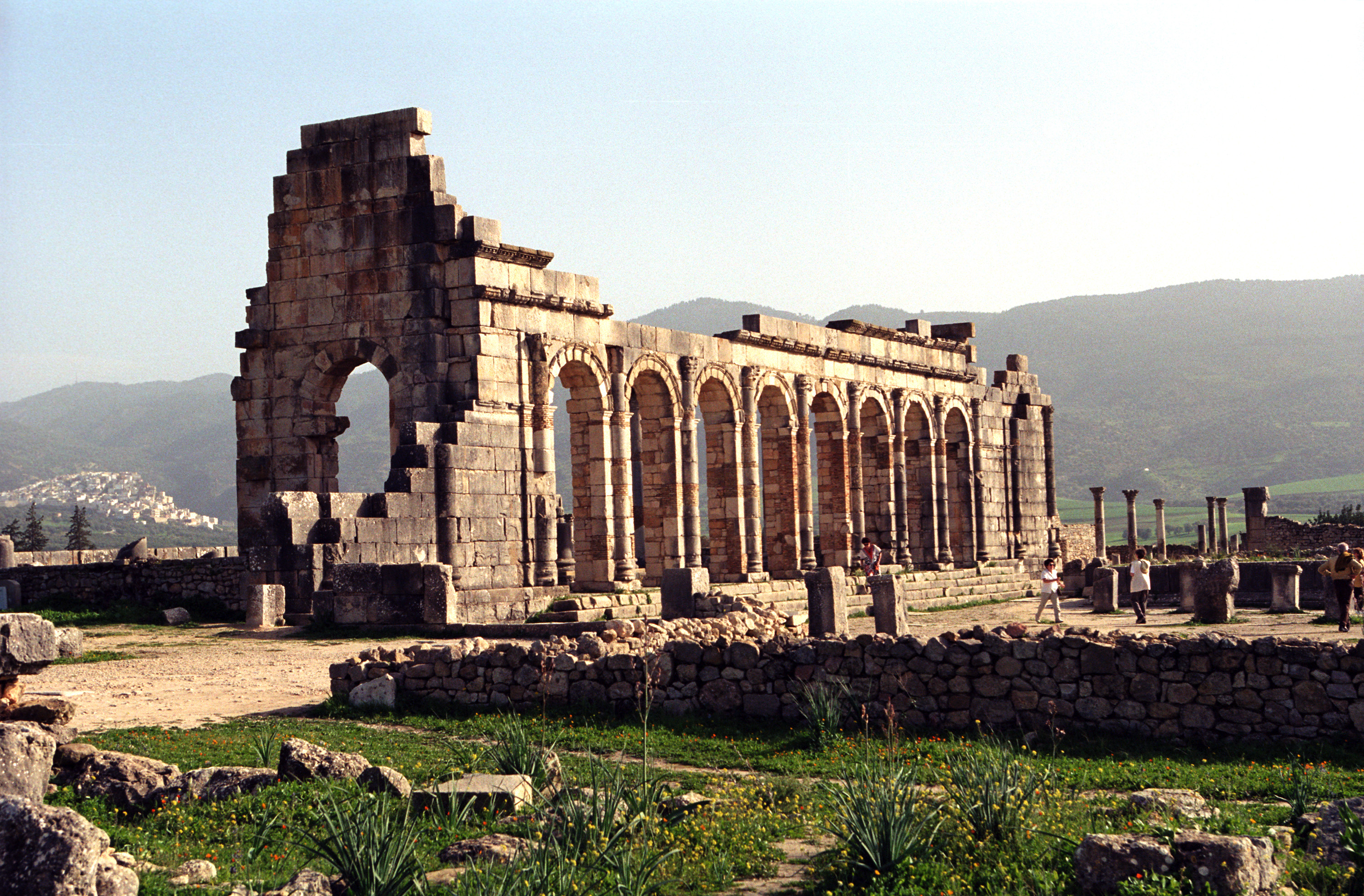
Basilica
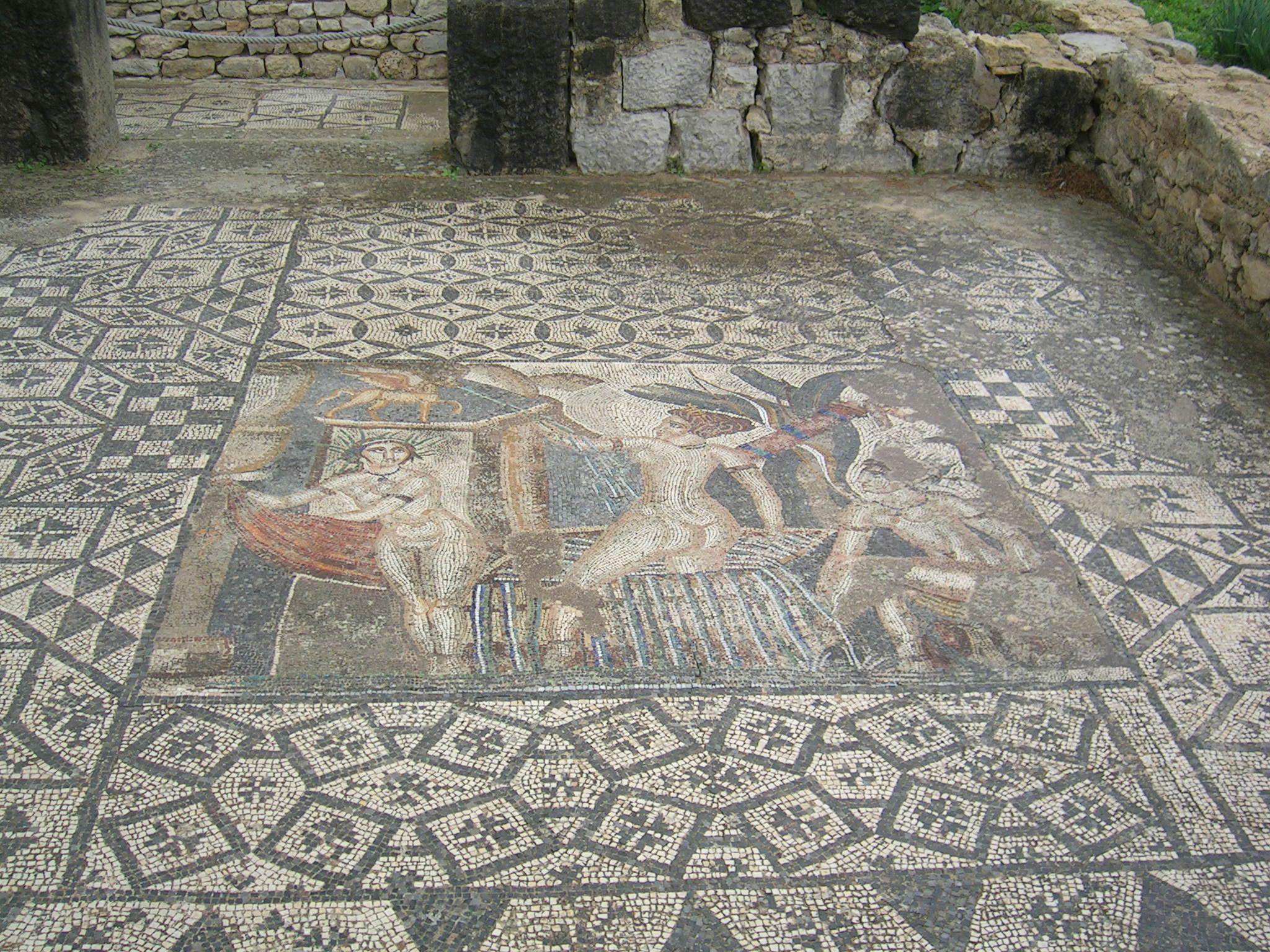
Mozaic (Diana)
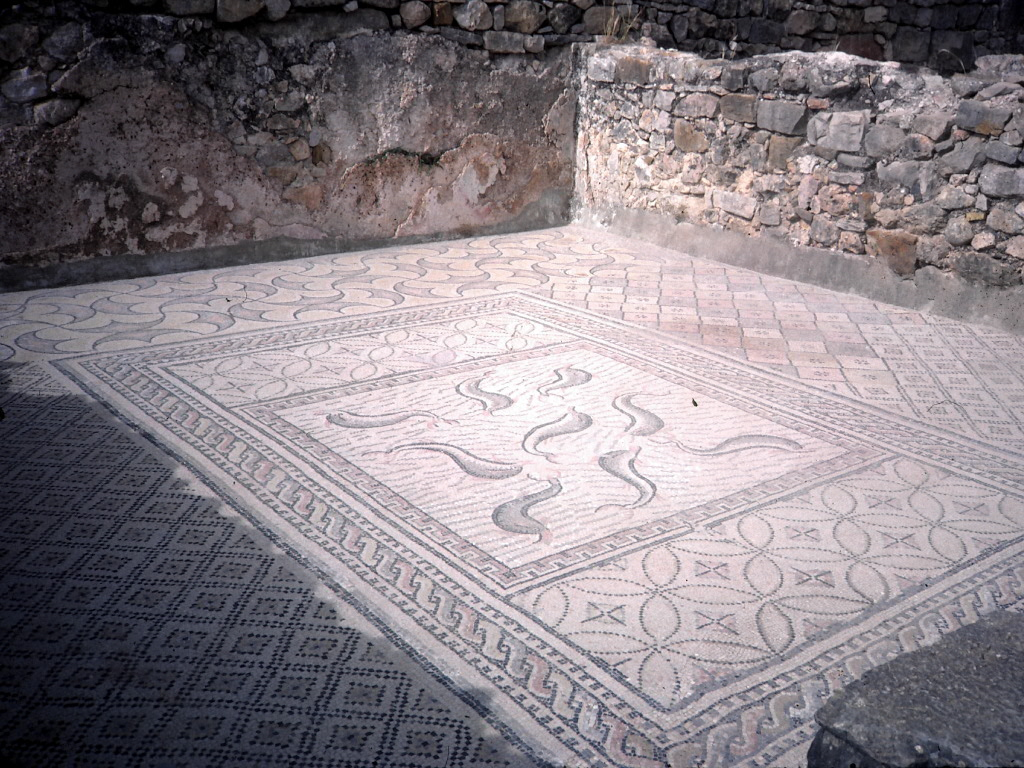
Mozaic